# 英國選舉委員會
選舉委員會（英語：Electoral Commission）是英國的國家級選舉委員會，在2001年根據《2000年政黨、選舉和公民投票法令》成立。該委員會是獨立及非政治性，負責規管政黨和選舉財務，並制定選舉程序的標準。

## 歷史
2001年，選舉委員會是按照英國下議院公僕標準委員會第五號報告的大部份建議，並經過跨黨派協商後成立。根據《2000年政黨、選舉和公民投票法令》所規定的法定職責，選舉委員會須監管政黨、規管政治捐款和開支、促進更多人參與選舉過程等。《2006年選舉管理法令》要求所有地方政府重新檢視所有投票站，並就檢討結果向選舉委員會呈交報告。
《2009年政黨及選舉法令》賦予選舉委員會多項監督和調查權力，並增設4名由政黨提名的選舉專員。